# Плацдарм (на березі)
У військовій стратегії: плацдарм — це стратегічно важлива ділянка землі навколо кінця мосту або іншого місця можливого перетину водойми, яку під час конфлікту намагаються захистити або захопити воюючі сили.
Плацдарми зазвичай існують лише кілька днів, сили вторгнення або відкидаються назад, або розширяють плацдарм для створення безпечної оборонної зони, перш ніж прорватися на територію противника, наприклад, так 9-та бронетанкова дивізія США захопила міст Людендорфа в Ремагені 1945-го під час Другої світової війни. У деяких випадках плацдарм може існувати місяцями.

## Етимологія

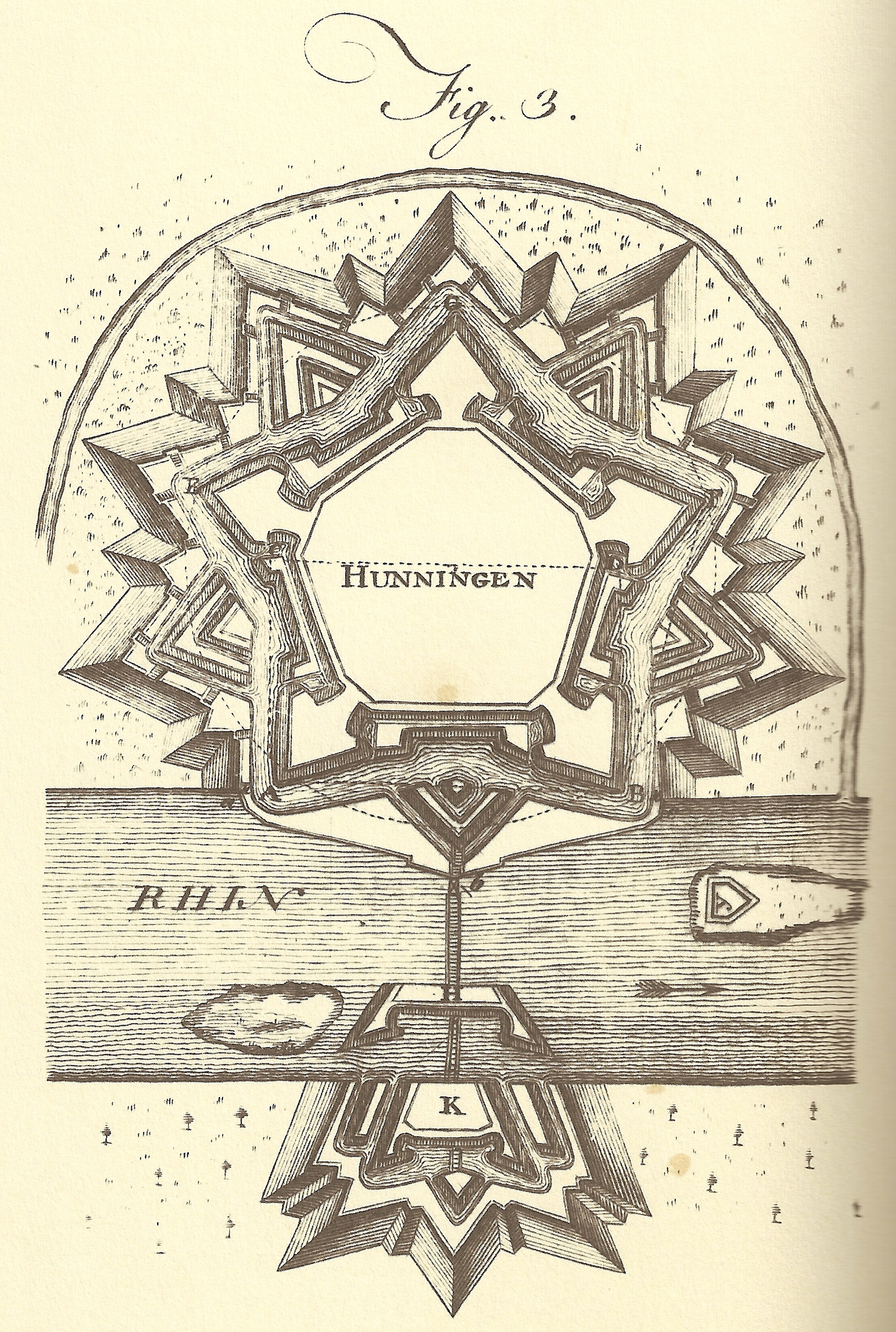
Діаграма колишніх укріплень Унінґа. Побудовані Вобаном (1679—1681) з мостом і плацдармом через Рейн. Його було знесено відповідно до статті III Паризького договору (1815).

Плацдарм (франц. tête de pont) — це військовий термін середньовіччя, який до винайдення гармат означав військове укріплення, що захищає кінець мосту. Як і багато старих термінів, значення слова змінювалося з плином часу, воно почало використовуватися для чогось, що не зовсім відповідає його початковому значенню.
З появою гармат цей термін перетворився на узагальнений термін для польових укріплень, розташованих на деякій відстані від кінців мосту, які були встановлені для захисту як мосту, так і будь-яких військ, які переходили його на дальній берег, тому в ту епоху термін використовувався тоді, коли йшлося як про укріплення, так і про невелике житло на березі, яке було найближче до ворога. Оскільки процес перетину мостів арміями є повільним і складним, зазвичай його необхідно захищати від ворожого вогневого впливу, і споруди, що утворюють плацдарм, повинні бути достатньо міцними, щоби утримувати ворожу артилерію поза зоною мостів — отже, зі зростанням потужності артилерії зростав і розмір необхідних плацдармів. Крім того, потрібне місце для формування військ на дальньому березі. Раніше, зі зброєю малої дальності, плацдарм часто був не більше, ніж ширмою для самого мосту, але сучасні умови зробили необхідними набагато більші розширення оборони мосту.
Потім армії й військові формування зросли, тому знадобилося більше місця для плацдармів, щоби організувати силу, достатню для здійснення прориву проти рішучого ворога, і знову технічне значення терміна розширилося, знову посилаючись на велику укріплену територію біля кінця мосту. З появою сучасних військових можливостей, включаючи далекобійну трубну артилерію та потужні гвинтівки з ефективними дальностями, що вимірюються тисячами ярдів (метрів), термін плацдарму знову мав розширитися, але тепер він перетворився просто на позначення території, яка захищається та контролюється достатньою вогневою потужністю, зі спорудженими укріпленнями або без них.
Термін у розмовному вживанні стосується будь-якого виду оборонного району, який поширюється на ворожу територію. Технічний термін стосується, зокрема, конкретної території на протилежному боці захищеного берега річки або сегмента берегової лінії озера чи річки, яку утримують ворожі сили, наприклад, міст у Ремагені. Цей термін особливо застосовується, коли така територія спочатку захоплена десантним нападом з тактичним наміром встановити лінію постачання через географічний бар'єр, щоби забезпечити подальше оперативне маневрування.

## Плацдарми в Російсько-українській війні
5 жовтня 2022 року українські війська взяли Давидів Брід, у такий спосіб створивши плацдарм на південь від річки Інгулець. Створення цього плацдарму стало важливим фактором для прориву всієї лінії фронту на Херсонщини.
В останній тиждень червня 2023 року на окупованому росіянами лівому березі Херсонщини українським бійцям вдалося форсувати Дніпро і закріпитися на стороні противника. Станом на 18 липня 2023 року українські війська утримують даний плацдарм.